# Trio per a piano núm. 1 (Brahms)
El Trio per a piano núm. 1 en si major, Op. 8, de Johannes Brahms fou compost per a piano, violí i violoncel i acabat el mes de gener de 1854, quan tenia 20 anys. Aparegué publicat el novembre de 1854 i fou estrenada a Danzing el 13 d'octubre de 1855. Sovint s'ha dit erròniament que l'estrena es va fer als Estats Units.
Molts anys més tard, durant l'estiu de 1889, Brahms va revisar l'obra en profunditat i es va publicar una nova versió el 1891 mantenint el mateix nombre d'opus, però amb una nota que especificava que era una "nova edició" (Neue Ausgabe). És, de fet, l'única peça de Brahms de la qual existeixen dues versions publicades. Fou estrenada el 10 de gener de 1890 a Budapest. La segona versió és radicalment diferent a la primera. Brahms va iniciar alguns retocs en la partitura, però va acabar canviant seccions completes de gairebé tots els moviments. Les alteracions són prou significatives perquè, fins i tot, es pugui considerar que és un nou trio per a piano, el núm. 4.
El mateix Brahms va firmar el manuscrit de la primera versió com a "Kreisler fill" en referència al personatge literari del novel·lista E. T. A. Hoffmann, Kapellmeister Kreisler, un compositor aspre i antisocial que veu minvada la seua capacitat creativa per una excessiva sensibilitat. Aquest mateix personatge va inspirar obres de Robert Schumann, qui, un any abans de la composició d'aquest Trio, es va donar a conèixer davant d'un jove Brahms persuadit pel seu amic violinista Joseph Joachim. La percepció que Brahms tenia d'aquestes idees va anar canviant a mesura que envellia, i prova d'això va ser la segona versió d'aquesta obra que va fer en 1891 i en la qual algunes parts estan reescrites de nou íntegrament. Possiblement per aquesta raó s'ha relegat la primera versió considerant-la fins i tot impròpia, sense tenir en compte que, fins a l'aparició en 1862 del seu Sextet núm. 1 en si bemoll, op. 18, va ser l'única i molt apreciada peça de música de cambra que el compositor havia publicat.

## Estructura
El trio està estructurat en quatre moviments:
- En la versió original de 1854, una interpretació habitual dura uns 42 minuts. Té les següents característiques:

1. Allegro con moto — Tempo un poco più moderato — Schnell (494 compassos)
2. Scherzo: Allegro molto — Trio: Più lento — Tempo primo (459 compassos)
3. Adagio non troppo — Allegro — Tempo primo (157 compassos)
4. Finale: Allegro molto agitato — Un poco più lento — Tempo primo (518 compassos)

- En la versió revisada (Neue Ausgabe) de 1889, una interpretació habitual dura uns 33 minuts. Té les següents característiques:

1. Allegro con brio — Tranquillo — In tempo ma sempre sostenuto (289 compassos)
2. Scherzo: Allegro molto — Meno allegro — Tempo primo (460 compassos)
3. Adagio (99 compassos)
4. Finale: Allegro (322 compassos)

## Anàlisi musical de la versió de 1854

### I.- Allegro con moto
En el començament del primer moviment, el primer tema de l'obra és introduït pel piano, el qual poc després dona pas a la intervenció del violoncel, que s'uneix expandint la melodia i desenvolupant-la. No obstant això, la tonalitat principal es manté, fins i tot, amb l'entrada del violí, on el tema principal es veu modificat i on, després d'una petita transició, es dona la intervenció definitiva d'aquesta melodia en la qual els tres instruments en tessitures pròximes n'interpreten els primers motius. És aleshores quan apareix un element que serà clau en el desenvolupament del segon tema de l'exposició: tres notes descendents que aniran desenvolupant el discurs musical fins a donar peu a la segona secció de l'exposició.
Aquesta segona secció s'inicia en el relatiu menor de la tonalitat principal amb un tema generat a partir d'aquestes tres notes descendents. Aquest motiu és interpretat pel piano en tranquil·les octaves i, poc després, les cordes entren amb un fragment a cànon del mateix tema, que portarà fins al següent. Aquest, molt menys dramàtic, crea un espai momentani de relaxació que torna a ser arrossegat fins al relatiu menor abans d'acabar l'exposició i que enllaça amb el principi del desenvolupament utilitzant l'element principal de les tres notes descendents.
En el desenvolupament, amb una sèrie d'intervencions enèrgiques, s'elabora el tema de l'exposició escrit en el relatiu menor i finalment es desemboca en una nova secció on el violí interpreta el tema més amable de la segona part de l'exposició i el violoncel entra en escena interpretant-lo poc després a cànon. Aquest derivarà en una nova secció la qual desenvoluparà aquesta melodia fins a enllaçar amb la reexposició del moviment.

### II.- Scherzo: Allegro molto
Encara que la influència dels Scherzos de Beethoven està més que present en la música de Brahms, el pes, la proporció, la rítmica i les dràstiques modulacions que feia servir en aquest tipus de moviments són una clara al·lusió als singulars scherzos de Chopin. El caràcter de caça es fa força present en aquest segon moviment encara que de forma prou subtil. El primer fortissimo interromp una innocent cadència per començar una sèrie de modulacions i de diàlegs que semblen no anar enlloc. El tema inicial del moviment se sent de nou donant una sensació de reexposició però, tanmateix, una melodia pianissimo de violí insinua el que definitivament serà el tema pilar del Trio d'aquest moviment.
Aquest tema, molt més amable i tranquil, recupera l'ambient expressiu i apassionat del primer moviment arribant a un moment de clímax que, després d'uns pizzicatos rítmics de les cordes que dialoguen amb el
piano, torna cap al tema primer del moviment en una reexposició íntegra que acabarà desembocant en una coda final que conclourà amb un fa sostingut pianissimo a tres octaves.

### III.- Adagio non troppo
El primer tema d'aquest tercer moviment està escrit de forma coral i primerament és interpretat pel piano amb acords d'intervals molt llunyans entre si. Aquesta primera intervenció es veu corresposta pels duos del violí i del violoncel, que també agafen aquest aire harmònic vertical però que al mateix temps intenten dibuixar una extensa línia melòdica.
El segon tema, interpretat pel piano i acompanyat per les cordes amb pizzicato, s'impregna d'un caràcter molt més melòdic. Després de la primera interpretació del piano, el violoncel agafa aquest tema, el qual es veu complementat pel contracant paral·lel del violí, un contracant molt paregut al del primer moviment.
Després de tota aquesta secció on tornem a escoltar un Brahms apassionat, tornem a la tranquil·litat amb l'entrada del primer tema per segona vegada, el final del qual es veu interromput per un Allegro que intenta evocar un ambient més lluminós i fresc i que culmina amb la tornada al Tempo primo i amb la finalització del tema anterior que s'havia vist interromput.

### IV.- Allegro molto agitato
El moviment final retorna a la tònica de si, però aquesta vegada amb la tonalitat menor. El primer tema, a pesar de ser interromput per tres rtienuti consecutius, troba un impuls gran i ferm gràcies a la seua figura rítmica central i més important, que és interpretada pel violoncel al principi del moviment. Després d'una secció enèrgica i rítmicament violenta, el violoncel introdueix el segon tema, molt més melòdic i pausat. Aquest és una clara cita d'un tema que ix en la Fantasia en do major, op. 17, de Robert Schumann, i el qual va ser descrit pel mateix Schumann a Clara Weick (Clara Schumann) com “un lament per tu”. Potser aquesta era la raó principal per la qual Brahms va reescriure tota aquesta secció, ja que el simple record de la relació d'estreta confiança que va mantenir durant anys de joventut amb Clara seria un fet insuportable.

## Anàlisi musical de la versió de 1891
Aquesta segona versió del Trio en Si major ha estat considerada com un pilar de la producció de Brahms per a música de cambra. No només per la qualitat de les seccions reescrites, sinó perquè també va saber mantenir intacta l'essència juvenil i apassionada de la primera versió.
Aquesta versió és homotonal, amb dos moviments en la tonalitat de si major i dos moviments en si menor. Gairebé sempre és la versió revisada la que s'interpreta actualment. També és de les poques obres amb multimoviments que comencen en una tonalitat principal i acaben en la tònica menor (un altre exemple és la Simfonia "italiana" de Felix Mendelssohn).

### I.- Allegro con brio
En el primer moviment, la primera secció de l'exposició es manté intacta. Només alguns matisos canvien en la instrumentació i el contrapunt (per exemple, el contracant al primer tema del violí present en la primera versió s'elimina i el violoncel executa la seua primera interpretació totalment en solitari, només acompanyat pels acords del piano). On sí que es distingeix la primera part reescrita íntegrament és en l'aparició del segon tema, totalment original. No obstant això, l'enllaç està fet amb tanta destresa que resulta inimaginable pensar que allò no ha estat escrit així de forma original. Una secció rítmica i amb tresets ens porta cap al segon tema d'aquesta nova exposició. Un segon tema de principi uníson i final harmònic que van desenvolupant primer el piano i després el violoncel i el violí de forma magistral fins a arribar de nou al motiu dels tresets, on es defineix definitivament l'arribada al relatiu menor de la tonalitat principal.
Després d'un desenvolupament frenètic ple de modulacions i on, tant el primer tema com el segon es desglossen i s'encreuen entre si, el moviment agafa un equilibri increïble quan el violí i el violoncel tornen a interpretar just en la mateixa tessitura el tema principal en la tonalitat del segon tema i, després d'una fabulosa modulació duta a terme pels tresets legato del piano, comença la reexposició de nou en la tonalitat principal de si major.
Però l'última paraula encara no està dita, i Brahms, en una mostra de talent desbordant, es trau de la mànega una fascinant coda on es dona un meravellós resum dels dos temes que han donat forma a tot aquest primer moviment.

### II.- Scherzo: Allegro molto
L'Scherzo el va mantenir pràcticament intacte exceptuant alguns canvis en la coda.

### III.- Adagio
Pel que fa al tercer moviment (Brahms va canviar el nom del tercer i quart moviments respecte a la primera versió, i també un fet important és que les indicacions de metrònom escrites en tots els moviments en la versió composta en 1854 van ser completament eliminades en la de 1891), la part central va ser l'única totalment reescrita de nou i del tema principal va canviar detalls d'escriptura i de conducció de veus sobretot en les parts del violí i el violoncel. Aquest tema central està construït inicialment a partir d'un acompanyament ric, harmònicament parlant, del piano i una frase melòdica extensa del violoncel, la qual es desenvolupa a partir de la posterior interpretació del violí d'alguns motius principals en aquesta secció central del moviment. L'Allegro incrustat en la reexposició del tema en la primera versió es veu totalment eliminat i el tema acaba resolent en una triple octava de fa sostingut que s'allarga fins a desaparèixer en el decrescendo final.

### IV.- Allegro
L'últim moviment manté intacte el primer tema, en un afany de Brahms per mantenir l'originalitat d'aquelles característiques que mostraven el seu talent més primerenc, i, igualment com havia passat ja amb el primer moviment, desenvolupa un nou segon tema en la tonalitat de re major (la tònica principal de si menor s'intueix en el primer tema, no obstant que harmònicament no apareix fins ben entrada l'exposició) en el qual el violoncel fa un acompanyament on es manté en un contratemps que deixa l'estabilitat rítmica en mans del piano.
Després del que sembla una reexposició del primer tema interpretada a l'uníson per les cordes, es produeix una interrupció que, amb un ritardando escrit, arriba definitivament al desenvolupament on la cèl·lula rítmica principal serà la mateixa que en el primer tema i on el violí i el violoncel dibuixaran melodies frenètiques extretes a partir dels motius dels primers temes per a arribar definitivament a la reexposició, això sí, a partir del segon tema escrit ja en la tonalitat de si major.
És així com s'arriba a un final en el qual apareix definitivament el primer tema, donant un equilibri fascinant al moviment i al conjunt general de la peça, en la tonalitat de si menor, la qual es mantindrà fins al final.